# Pematang Tatal
Pematang Tatal is een bestuurslaag in het regentschap Serdang Bedagai van de provincie Noord-Sumatra, Indonesië. Pematang Tatal telt 1679 inwoners (volkstelling 2010).